# Wuling
För andra betydelser, se Wuling (olika betydelser).
Wuling är ett stadsdistrikt och säte för stadsfullmäktige i Changdes stad på prefekturnivå i Hunan-provinsen i södra Kina. Det ligger omkring 160 kilometer nordväst om provinshuvudstaden Changsha.